# Bulbophyllum leptoleucum
Bulbophyllum leptoleucum är en orkidéart som beskrevs av Rudolf Schlechter. Bulbophyllum leptoleucum ingår i släktet Bulbophyllum och familjen orkidéer. Inga underarter finns listade i Catalogue of Life.